# Alus
Alus war ein Gott der Kelten in Norditalien. Er wurde mit dem römischen Gott Saturnus, dem Gott der Zeit und der Saat, gleichgesetzt, weshalb es sich vermutlich um einen Gott der Fruchtbarkeit der Felder oder der Jahreszeiten handelte. Sein Name wurde auf einer Weihe-Inschrift in Brescia gefunden.